# Porto Novo (concelho de Cabo Verde)
| Porto Novo Concelho do Porto Novo     |                                 |
| \| \| \| \| (Bandeira) \| (Brasão) \| |                                 |
| Localização de Porto Novo             |                                 |
| Gentílico                             |                                 |
| Ilha                                  | Santo Antão                     |
| Sede                                  | Cidade do Porto Novo            |
| Freguesias                            | São João Baptista e Santo André |
| População                             | 18028                           |
| Dia do Município                      | 2 de setembro                   |
| Cód. CGN-CV                           | 13                              |
| Cód. ISO                              | CV-PN                           |
| Bandeira de Porto Novo                | Brasão de Porto Novo            |
| (Bandeira)                            | (Brasão)                        |

O Concelho do Porto Novo é um concelho/município da ilha de Santo Antão no grupo de Barlavento, em Cabo Verde. Tem cerca de 1/3 da população da ilha e ocupa 2/3 de sua área.
O Dia do Município é 2 de setembro. 
Desde 2008, o município do Porto Novo é governado pelo Movimento para a Democracia. 

## Freguesias
O concelho do Porto Novo tem duas freguesias: São João Baptista e Santo André.

## História
Foi criado em 1962 quando o antigo Concelho do Paul foi dividido em dois concelhos:Paul e Porto Novo.

## Economia
A pozolana é explorada por uma unidade industrial em Porto Novo.
A pozolana de Santo Antão é um tufo vulcânico proveniente da deposição de cinzas vulcânicas e sua ligeira consolidação, intensamente alterado por erosão. Tem um aspecto altamente poroso, de cor
clara, sendo abundante em material vítreo.

## Demografia
| População de Porto Novo (concelho de Cabo Verde) (1940–2010) | População de Porto Novo (concelho de Cabo Verde) (1940–2010) | População de Porto Novo (concelho de Cabo Verde) (1940–2010) | População de Porto Novo (concelho de Cabo Verde) (1940–2010) | População de Porto Novo (concelho de Cabo Verde) (1940–2010) | População de Porto Novo (concelho de Cabo Verde) (1940–2010) | População de Porto Novo (concelho de Cabo Verde) (1940–2010) | População de Porto Novo (concelho de Cabo Verde) (1940–2010) |
| ------------------------------------------------------------ | ------------------------------------------------------------ | ------------------------------------------------------------ | ------------------------------------------------------------ | ------------------------------------------------------------ | ------------------------------------------------------------ | ------------------------------------------------------------ | ------------------------------------------------------------ |
| 1940                                                         | 1950                                                         | 1960                                                         | 1970                                                         | 1980                                                         | 1990                                                         | 2000                                                         | 2010                                                         |
| 10366                                                        | 7565                                                         | 10683                                                        | 13750                                                        | 13236                                                        | 14873                                                        | 17191                                                        | 18028                                                        |

| Noroeste: Oceano Atlântico | Norte: Ribeira Grande | Nordeste: Paul           |
| Oeste: Oceano Atlântico    | Porto Novo            | Leste: Oceano Atlântico  |
| Sudoeste Oceano Atlântico  | Sul: Oceano Atlântico | Sudeste Oceano Atlântico |

## Municípios geminados
- Estarreja, Aveiro, Portugal
- Sever do Vouga, Aveiro, Portugal
- Angra do Heroísmo, Açores, Portugal